# Diebach am Haag
Diebach am Haag ist ein Stadtteil von Büdingen im hessischen Wetteraukreis. Seinen Beinamen hat er vom Herrnhaag, einer Siedlung, die im 18. Jahrhundert von der Herrnhuter Brüdergemeine auf einer Anhöhe gegründet wurde.

## Geographische Lage
Diebach liegt 4,5 km südwestlich von Büdingen.

## Geschichte

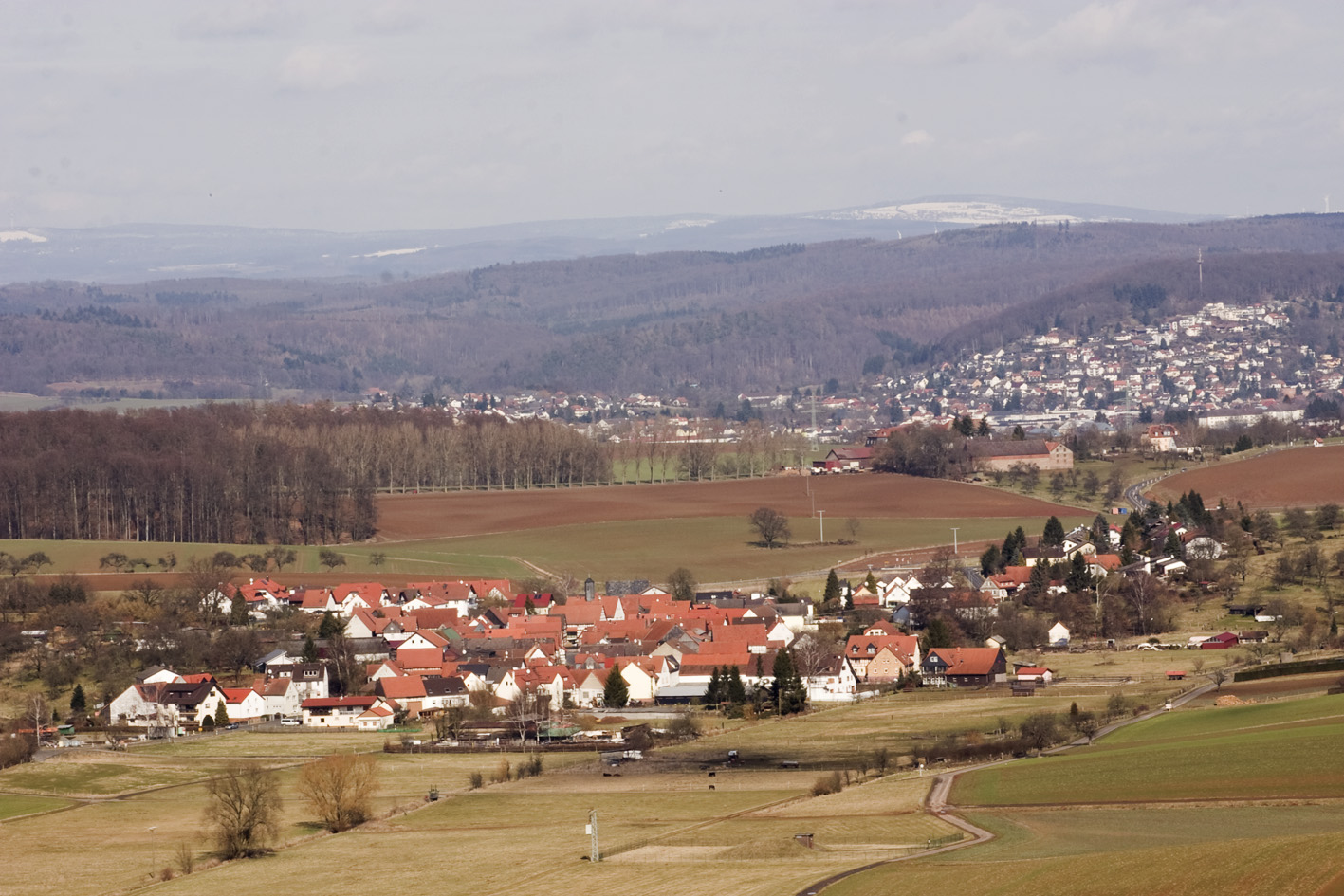
Überblick über Diebach. Im Hintergrund rechts der Pfaffenwald in Büdingen und der Hoherodskopf. Standort: Bergfried der Burg Ronneburg

### Ortsgeschichte
Die älteste bekannte urkundliche Erwähnung erfolgte am 13. September 1269 als Diepach. Ludwig von Isenburg und seine Frau Heilwig bekannten an diesem Tage, dass sie den Nonnen zu „Haug“ Güter in Diebach am Haag und Büdingen verkauft haben. Allerdings existiert auch eine Urkunde vom 6. September 1260. Das Datum wird tw. angezweifelt, weil der Inhalt gleich sei.
Diebach bestand ursprünglich aus zwei Teilen: Ober-Diebach und Unter-Diebach, das zu Eckartshausen (Gemarkungen Eckartshäuser Gerichtswald, Diebach am Haag, Ronneburg und Altwiedermus) gehörte. Mitten durch Unter-Diebach führte die „alte Straße“ Fulda–Frankfurt.
Diebach am Haag, Lorbach und Vonhausen bilden seit langer Zeit das Kirchspiel auf dem („Haugk“) Haag. Fortsetzung siehe unter Evangelische Kirche Herrnhaag.
Hessische Gebietsreform (1970–1977)
Zum 31. Dezember 1971 wurde die bis dahin selbständige Gemeinde Diebach am Haag im Zuge der Gebietsreform in Hessen auf freiwilliger Basis als Stadtteil in die Stadt Büdingen eingegliedert. Für Diebach wurde ein Ortsbezirk errichtet.

### Verwaltungsgeschichte im Überblick
Die folgende Liste zeigt die Staaten und Verwaltungseinheiten, denen Diebach angehört(e):
- vor 1806: Heiliges Römisches Reich, Grafschaft Isenburg-Büdingen, Amt Büdingen
- ab 1806: Fürstentum Isenburg (Rheinbund),[Anm. 2] Amt Büdingen
- ab 1813: Generalgouvernement Frankfurt,[Anm. 3] Amt Büdingen
- ab 1815: Kaisertum Österreich,[Anm. 4] Amt Büdingen
- ab 1816: Großherzogtum Hessen (Souveränitätslande),[Anm. 5] Provinz Oberhessen, Amt Büdingen[12] (zur Standesherrschaft Isenburg gehörig)
- ab 1822: Großherzogtum Hessen, Provinz Oberhessen, Landratsbezirk Büdingen[13][Anm. 6]
- ab 1848: Großherzogtum Hessen, Regierungsbezirk Nidda
- ab 1852: Großherzogtum Hessen, Provinz Oberhessen, Kreis Büdingen
- ab 1867: Norddeutscher Bund, Großherzogtum Hessen, Provinz Oberhessen, Kreis Büdingen
- ab 1871: Deutsches Reich, Großherzogtum Hessen, Provinz Oberhessen, Kreis Büdingen
- ab 1918: Deutsches Reich, Volksstaat Hessen, Provinz Oberhessen, Kreis Büdingen
- ab 1938: Deutsches Reich, Volksstaat Hessen, Landkreis Büdingen[14][Anm. 7]
- ab 1945: Deutsches Reich, Amerikanische Besatzungszone, Groß-Hessen,[Anm. 8] Regierungsbezirk Darmstadt, Landkreis Büdingen
- ab 1946: Deutsches Reich, Amerikanische Besatzungszone, Hessen, Regierungsbezirk Darmstadt, Landkreis Büdingen
- ab 1949: Bundesrepublik Deutschland, Hessen, Regierungsbezirk Darmstadt, Landkreis Büdingen
- ab 1972: Bundesrepublik Deutschland, Hessen, Regierungsbezirk Darmstadt, Wetteraukreis, Stadt Büdingen

## Bevölkerung
Einwohnerstruktur 2011
Nach den Erhebungen des Zensus 2011 lebten am Stichtag dem 9. Mai 2011 in Diebach am Haag 501 Einwohner. Darunter waren 18 (3,6 %) Ausländer.
Nach dem Lebensalter waren 84 Einwohner unter 18 Jahren, 214 zwischen 18 und 49, 123 zwischen 50 und 64 und 84 Einwohner waren älter.
Die Einwohner lebten in 201 Haushalten. Davon waren 45 Singlehaushalte, 72 Paare ohne Kinder und 60 Paare mit Kindern, sowie 24 Alleinerziehende und 3 Wohngemeinschaften. In 30 Haushalten lebten ausschließlich Senioren und in 144 Haushaltungen lebten keine Senioren.
Einwohnerentwicklung
| Diebach am Haag: Einwohnerzahlen von 1834 bis 2022 | Diebach am Haag: Einwohnerzahlen von 1834 bis 2022 | Diebach am Haag: Einwohnerzahlen von 1834 bis 2022 | Diebach am Haag: Einwohnerzahlen von 1834 bis 2022 | Diebach am Haag: Einwohnerzahlen von 1834 bis 2022 |
| --- | -------------------------------------------------- | -------------------------------------------------- | -------------------------------------------------- | -------------------------------------------------- |
| Jahr |                                                    |                                                    |                                                    | Einwohner                                          |
| 1834 | 1834                                               |                                                    | 265                                                | 265                                                |
| 1840 | 1840                                               |                                                    | 390                                                | 390                                                |
| 1846 | 1846                                               |                                                    | 381                                                | 381                                                |
| 1852 | 1852                                               |                                                    | 395                                                | 395                                                |
| 1858 | 1858                                               |                                                    | 339                                                | 339                                                |
| 1864 | 1864                                               |                                                    | 344                                                | 344                                                |
| 1871 | 1871                                               |                                                    | 317                                                | 317                                                |
| 1875 | 1875                                               |                                                    | 289                                                | 289                                                |
| 1885 | 1885                                               |                                                    | 295                                                | 295                                                |
| 1895 | 1895                                               |                                                    | 292                                                | 292                                                |
| 1905 | 1905                                               |                                                    | 298                                                | 298                                                |
| 1910 | 1910                                               |                                                    | 305                                                | 305                                                |
| 1925 | 1925                                               |                                                    | 276                                                | 276                                                |
| 1939 | 1939                                               |                                                    | 270                                                | 270                                                |
| 1946 | 1946                                               |                                                    | 389                                                | 389                                                |
| 1950 | 1950                                               |                                                    | 385                                                | 385                                                |
| 1956 | 1956                                               |                                                    | 348                                                | 348                                                |
| 1961 | 1961                                               |                                                    | 337                                                | 337                                                |
| 1967 | 1967                                               |                                                    | 339                                                | 339                                                |
| 1970 | 1970                                               |                                                    | 322                                                | 322                                                |
| 1980 | 1980                                               |                                                    | ?                                                  | ?                                                  |
| 1990 | 1990                                               |                                                    | 402                                                | 402                                                |
| 2000 | 2000                                               |                                                    | 531                                                | 531                                                |
| 2011 | 2011                                               |                                                    | 501                                                | 501                                                |
| 2014 | 2014                                               |                                                    | 530                                                | 530                                                |
| 2022 | 2022                                               |                                                    | 506                                                | 506                                                |
| Datenquelle: Historisches Gemeindeverzeichnis für Hessen: Die Bevölkerung der Gemeinden 1834 bis 1967. Wiesbaden: Hessisches Statistisches Landesamt, 1968. Weitere Quellen: LAGIS; Stadt Büdingen; Zensus 2011 |                                                    |                                                    |                                                    |                                                    |

Historische Religionszugehörigkeit
| • 1961: | 298 evangelische (= 88,43 %), 38 katholische (= 11,28 %) Einwohner |

## Politik
Für Diebach besteht ein Ortsbezirk (Gebiete der ehemaligen Gemeinde Diebach) mit Ortsbeirat und Ortsvorsteher nach der Hessischen Gemeindeordnung.
Der Ortsbeirat besteht aus fünf Mitgliedern. Bei den Kommunalwahlen in Hessen 2021 betrug die Wahlbeteiligung zum Ortsbeirat 57,21 %. Alle Kandidaten gehörten der „Bürgerliste Diebach am Haag“ an. Der Ortsbeirat wählte Waldemar Steinbring zum Ortsvorsteher.

## Kulturdenkmäler
Siehe: Liste der Kulturdenkmäler in Diebach am Haag